# Chabuata ociosa
Chabuata ociosa är en fjärilsart som beskrevs av Paul Dognin 1897. Chabuata ociosa ingår i släktet Chabuata och familjen nattflyn. Inga underarter finns listade i Catalogue of Life.